# Mads Lundby Hansen
Mads Lundby Hansen (født 21. september 1969 i Glostrup, død 5. juni 2023 i Herlev) var en dansk økonom, liberal samfundsdebattør og cheføkonom for tænketanken CEPOS.

## Uddannelse
Mads Lundby Hansen blev student fra Bornholms Amtsgymnasium i 1989. Under sin gymnasietid var han sammen med senere kommentator og debattør Jarl Cordua aktiv i Venstres Ungdom på Bornholm. Lundby Hansen var uddannet cand.polit. fra Københavns Universitet i 1996.

## Karriere
Han fik derefter arbejde som økonom i Økonomiministeriets internationale kontor og kom i 1998 til en lignende stilling i Finansministeriets skattepolitiske kontor. Fra 2001 til 2005 var han cheføkonom i Venstre på Christiansborg under Anders Fogh Rasmussens statsministertid. I 2005 skiftede han til den nystiftede borgerlig-liberale tænketank CEPOS, hvor han var en bærende kraft som cheføkonom og vicedirektør frem til sin død i 2023. Endvidere underviste på økonomistudiet på Københavns Universitet i en årrække i 2000'erne.
Lundby Hansen blev betragtet som en af Danmarks mest indflydelsesrige og fremtrædende økonomer og var bredt anerkendt for sin evne til at formidle økonomiske spørgsmål til offentligheden og præge dagsordenen. Hans mærkesag var en afskaffelse af topskatten, som han argumenterede ivrigt for i mange forskellige sammenhænge. I årene 2012 til 2014 var han ifølge Dagbladet Børsen den mest citerede økonom i de danske medier og i 2021 den mest citerede ekspert i danske medier. I perioden 2017 til 2023 var han medlem af Det Økonomiske Råd. Lundby Hansen blev i 2020 nomineret af avisen Berlingske til Fonsmark-prisen, der gives til borgerlige personligheder som har flyttet dagsordenen.

## Død
Den 5. juni 2023 døde Mads Lundby Hansen efter et længere sygdomsforløb i en alder af 53 år i Herlev. Han efterlod sig en hustru og to børn.
Flere kendte danskere reagerede med hyldest og anerkendelse i forbindelse med Lundby Hansens dødsfald, bl.a. Martin Ågerup, Søren Pape Poulsen, Jakob Engel-Schmidt, Samira Nawa og Pelle Dragsted.